# آلبرت گران
آلبرت گران (نروژی: Albert Gran؛ ‏ ۴ اوت ۱۸۶۲ – ۱۶ دسامبر ۱۹۳۲) بازیگر اهل نروژ بود.
از فیلم‌هایی که وی در آن نقش داشته‌است، می‌توان به سیر در عرش، دانوب آبی، نمایش نمایش‌ها و هولا اشاره کرد.